# Gauliga Elbe-Elster
Die Gauliga Elbe-Elster war eine der obersten Fußballligen des Verbandes Mitteldeutscher Ballspiel-Vereine (VMBV). Sie wurde 1911 ins Leben gerufen und bestand bis zur Eingliederung in die Gauliga Mulde 1930. Der Sieger qualifizierte sich für die Endrunde der mitteldeutschen Fußballmeisterschaft.

## Überblick
Die Gründung des Gaues Elbe/Elster erfolgte am 14. Oktober 1911, 14 Vereine wurden aufgenommen, hinzu kam Viktoria Wittenberg aus dem Gau Anhalt. Bereits 1909/10 ist eine Pflichtspielrunde in diesem Gebiet überliefert, die Alemannia Jessen gewann, allerdings war das Gebiet zu diesem Zeitpunkt noch kein Mitglied im VMBV. In der ersten Spielzeit 1909/10 wurde nur eine Proberunde gespielt, die Viktoria Wittenberg gewann. Daher nahm auch noch kein Vertreter aus diesem Gau an der diesjährigen mitteldeutschen Fußballendrunde teil. Die zweite Spielzeit wurde mit acht Mannschaften gestartet, im Laufe der Spielzeit zogen sich jedoch fünf Vereine zurück. Unter anderem wechselten die Vereine aus Jüterbog in den Verband Brandenburgischer Ballspielvereine. Die Spielzeit 1913/14 wurde daher nur noch mit vier Mannschaften ausgespielt. Anders als in anderen Gauligen des VMBV ruhte in Elbe-Elster während des Ersten Weltkriegs komplett der Spielbetrieb.
Im Zuge der Spielklassenreform des VMBV 1919 war die Gauliga Elbe/Elster nur noch zweitklassig. Mit der Kreisliga Nordwestsachsen wurde eine neue oberste Spielklasse geschaffen, die die Gaue Nordwestsachsen und Elbe-Elster beinhaltete. Das Spielniveau in Nordwestsachsenliga war jedoch meilenweit höher, so dass es kein Verein aus dem Gau Elbe-Elster in dieser Zeit in die erstklassige Kreisliga schaffte. Zur Spielzeit 1923/24 wurden die Kreisligen wieder abgeschafft, fortan war die Gauliga Elbe-Elster erneut erstklassig. Sie wurde auf zwei Staffeln vergrößert, die Staffelsieger spielten im Finale den Gaumeister aus. Ab 1924/25 gab es fünf Teilnehmer pro Staffel, die beiden Staffelletzten spielten gegeneinander um den Klassenverbleib. Ab 1927/28 wurde die Gauliga Elbe-Elster wieder eingleisig ausgespielt, zuerst mit zehn und nach einem Jahr mit acht Teilnehmern. Zur Spielzeit 1930/31 wurde die Gauliga aufgelöst und als Staffel Elbe-Elster der Gauliga Mulde zugeordnet. Diese Einordnung hatte bis zur Auflösung des VMBV 1933 bestand.
Die Gauliga Elbe-Elster war relativ ausgeglichen, die ersten drei ausgespielten Meisterschaften konnten drei verschiedene Mannschaften gewinnen. Mit Wiedererlangung der Erstklassigkeit der Liga in den 1920ern wurde der FC Preußen Biehla der stärkste Verein. Er gewann vier der sieben ausgespielten Meisterschaften ab 1923.

## Einordnung
Die übermäßige Anzahl an erstklassigen Gauligen innerhalb des VMBVs hatte eine Verwässerung des Spielniveaus verursacht, es gab teilweise zweistellige Ergebnisse in den mitteldeutschen Fußballendrunden. Die Vereine aus der Gauliga Elbe-Elster gehörten zu den spielschwächsten Vereinen im Verband. Kein einziges Mal konnte der Gaumeister Elbe-Elsters in der mitteldeutschen Fußballendrunde die erste Runde überstehen, 1913/14 (1:11 gegen den FC Wacker Halle) und 1927/28 (1:11 gegen die SpVgg Falkenstein) gab es gar zweistellige Niederlagen.
Nach Aufnahme in die Gauliga Mulde waren die Vereine aus Elbe-Elster ebenfalls chancenlos und konnten sich in den Gaumeisterschaften Muldes nicht gegen die Vereine aus der Staffel Altmulde durchsetzen.

## Meister der Gauliga Elbe-Elster 1912–1930
| Jahr    | Gaumeister Elbe-Elster    | Abschneiden mitteldt. Meisterschaft a | Mitteldeutscher Meister     |
| ------- | ------------------------- | ------------------------------------- | --------------------------- |
| 1911/12 | FC Viktoria Wittenberg    | keine Teilnahme                       | SpVgg 1899 Leipzig-Lindenau |
| 1912/13 | FC Hartenfels Torgau      | keine Teilnahme                       | VfB Leipzig                 |
| 1913/14 | Sportfreunde Torgau       | 1. Runde (1)                          | SpVgg 1899 Leipzig-Lindenau |
| 1914/15 | kein Spielbetrieb         | kein Spielbetrieb                     | keine Endrunde              |
| 1915/16 | kein Spielbetrieb         | kein Spielbetrieb                     | FC Eintracht Leipzig        |
| 1916/17 | kein Spielbetrieb         | kein Spielbetrieb                     | Hallescher FC 1896          |
| 1917/18 | kein Spielbetrieb         | kein Spielbetrieb                     | VfB Leipzig                 |
| 1918/19 | kein Spielbetrieb         | kein Spielbetrieb                     | Hallescher FC 1896          |
| 1919/20 | Kreisliga Nordwestsachsen | Kreisliga Nordwestsachsen             | VfB Leipzig                 |
| 1920/21 | Kreisliga Nordwestsachsen | Kreisliga Nordwestsachsen             | FC Wacker Halle             |
| 1921/22 | Kreisliga Nordwestsachsen | Kreisliga Nordwestsachsen             | SpVgg 1899 Leipzig-Lindenau |
| 1922/23 | Kreisliga Nordwestsachsen | Kreisliga Nordwestsachsen             | SV Guts Muts Dresden        |
| 1923/24 | FC Preußen Biehla         | 1. Runde (1)                          | SpVgg 1899 Leipzig-Lindenau |
| 1924/25 | FC Preußen Biehla         | 1. Runde (1)                          | VfB Leipzig                 |
| 1925/26 | VfB Hohenleipisch         | 1. Runde (1)                          | Dresdner SC                 |
| 1926/27 | SV Vorwärts Falkenberg    | 1. Vorrunde (1)                       | VfB Leipzig                 |
| 1927/28 | FC Preußen Biehla         | 1. Vorrunde (1)                       | FC Wacker Halle             |
| 1928/29 | FC Preußen Biehla         | 1. Vorrunde (1)                       | Dresdner SC                 |
| 1929/30 | VfB Herzberg              | 1. Vorrunde (1)                       | Dresdner SC                 |

## Rekordmeister
Rekordmeister der Gauliga Anhalt ist der FC Preußen Biehla, der den Titel vier Mal gewinnen konnten.
|  | Verein                 | Titel | Jahr                               |
|  | ---------------------- | ----- | ---------------------------------- |
|  | FC Preußen Biehla      | 4     | 1923/24, 1924/25, 1927/28, 1928/29 |
|  | FC Viktoria Wittenberg | 1     | 1911/12                            |
|  | FC Hartenfels Torgau   | 1     | 1912/13                            |
|  | Sportfreunde Torgau    | 1     | 1913/14                            |
|  | VfB Hohenleipisch      | 1     | 1925/26                            |
|  | SV Vorwärts Falkenberg | 1     | 1926/27                            |
|  | VfB Herzberg           | 1     | 1929/30                            |

## Ewige Tabelle
Berücksichtigt sind alle überlieferten Spielzeiten der erstklassigen Gauliga Elbe-Elster von 1911 bis 1930 inklusive der Entscheidungsspiele um die Gaumeisterschaft zwischen 1923 und 9127. In der Spielzeit 1911/12 wurde ein Spiel als Niederlage für beide Vereine gewertet, daher gibt es mehr Gegenpunkte als Pluspunkte.
| Pl. | Verein                   | Jahre | Sp. | S  | U  | N  | T+  | T-  | Diff. | Punkte | Ø-Pkt. | Titel | Spielzeiten                   |
| --- | ------------------------ | ----- | --- | -- | -- | -- | --- | --- | ----- | ------ | ------ | ----- | ----------------------------- |
| 1.  | FC Preußen Biehla        | 7     | 76  | 52 | 4  | 20 | 258 | 124 | +134  | 108:44 | 1,42   | 4     | 1923–1930                     |
| 2.  | VfB Herzberg             | 10    | 88  | 49 | 10 | 29 | 216 | 139 | +77   | 108:68 | 1,23   | 1     | 1911–1914, 1923–1930          |
| 3.  | SV Vorwärts Falkenberg   | 7     | 80  | 44 | 11 | 25 | 207 | 168 | +39   | 99:61  | 1,24   | 1     | 1923–1930                     |
| 4.  | VfB Hohenleipisch        | 6     | 70  | 35 | 11 | 24 | 190 | 157 | +33   | 81:59  | 1,16   | 1     | 1924–1930                     |
| 5.  | Sportfreunde Torgau      | 9     | 86  | 34 | 10 | 42 | 183 | 254 | −71   | 78:94  | 0,91   | 1     | 1911–1914, 1923/24, 1925–1930 |
| 6.  | SpVgg 1908 Bockwitz      | 7     | 74  | 31 | 12 | 31 | 148 | 156 | −8    | 74:74  | 1      | 0     | 1923–1930                     |
| 7.  | FC Fortuna Mückenberg    | 7     | 76  | 25 | 11 | 40 | 159 | 189 | −30   | 61:91  | 0,8    | 0     | 1923–1930                     |
| 8.  | FC Hartenfels Torgau     | 7     | 72  | 28 | 4  | 40 | 128 | 163 | −35   | 60:84  | 0,83   | 1     | 1912/13, 1923–1925, 1926–1930 |
| 9.  | Eintracht Bockwitz       | 4     | 29  | 15 | 3  | 11 | 63  | 56  | +7    | 33:25  | 1,14   | 0     | 1923–1927                     |
| 10. | BC Dommitzsch            | 5     | 48  | 16 | 1  | 31 | 71  | 150 | −79   | 33:63  | 0,69   | 0     | 1923–1928                     |
| 11. | SV Elster 08 Elsterwerda | 2     | 22  | 5  | 3  | 14 | 29  | 47  | −18   | 13:31  | 0,59   | 0     | 1923/24, 1927/28              |
| 12. | FC Viktoria Wittenberg b | 3     | 12  | 6  | 0  | 6  | 50  | 16  | +34   | 12:12  | 1      | 1     | 1911–1914                     |
| 13. | FC Preußen Torgau b      | 2     | 6   | 5  | 0  | 1  | 41  | 8   | +33   | 10:20  | 1,67   | 0     | 1911–1913                     |
| 14. | FC Annaburg              | 3     | 20  | 4  | 0  | 16 | 29  | 62  | −33   | 8:32   | 0,4    | 0     | 1923–1926                     |
| 15. | FC Alemannia Jessen b    | 4     | 18  | 3  | 0  | 15 | 14  | 51  | −37   | 6:30   | 0,33   | 0     | 1911–1914, 1923/24            |
| 16. | FC Hertha Wittenberg b   | 2     | 6   | 2  | 0  | 4  | 5   | 7   | −2    | 4:80   | 0,67   | 0     | 1911–1913                     |
| 17. | SV Hertha Naundorf       | 1     | 5   | 1  | 0  | 4  | 7   | 24  | −17   | 2:80   | 0,4    | 0     | 1923/24                       |
| 18. | SC Viktoria Jüterbog b   | 2     | 6   | 1  | 0  | 5  | 3   | 30  | −27   | 2:10   | 0,33   | 0     | 1911–1913                     |